# Conophyma septuosum
Conophyma septuosum is een rechtvleugelig insect uit de familie Dericorythidae. De wetenschappelijke naam van deze soort is voor het eerst geldig gepubliceerd in 1950 door Mishchenko.